# Veliki Radinci
Veliki Radinci (v srbské cyrilici Велики Радинци) jsou vesnice v Srbsku, administrativně součást města Sremska Mitrovica. Nacházejí se severně od města, směrem k podhůří Frušky Gory. V roce 2011 zde bylo při sčítání lidu evidováno 1426 obyvatel, drtivá většina z nich je srbské národnosti.
V roce 1885 zde žilo 413 obyvatel.
Hlavní dominantou obce je kostel archanděla Gabriela, který je pravoslavný. Rovněž se jihovýchodně od obce nachází i sportovní letiště, které slouží městu Sremska Mitrovica.